# Joseíto
Joseíto, született José Iglesias Fernández (Zamora, 1926. december 23. – Granada, 2007. július 12.) válogatott spanyol labdarúgó, csatár, edző.

## Pályafutása

### Klubcsapatban
1943–44-ben az Atlético Zamora, 1944 és 1947 között a Real Valladolid, 1947 és 1949 között a Salamanca, 1949 és 1951 között a Real Santander, 1951 és 1959 között a Real Madrid labdarúgója volt. A Real Madriddal négyszeres spanyol bajnok és BEK-győztes volt. 1959–60-ban a Levante, 1960–61-ben a Rayo Vallecano csapatában szerepelt.

### A válogatottban
1952-ben egy alkalommal szerepelt a spanyol válogatottban.

### Edzőként
1963 és 1982 között húsz éven át dolgozott edzőként. 1963 és 1965 között a Celta Vigo, 1965–66-ban a Tenerife, 1968–69-ben a Valencia, 1970 és 1972 között a Granada, 1972–73-ban a Córdoba, 1973 és 1975 között ismét a Granada vezetőedzőjeként tevékenykedett. 1976-ban a Real Murcia, 1976 és 1978 között az Alavés, 1978–79-ben a Terrassa, 1979–80-ban Leganés, 1980-ban a Deportivo La Coruña, 1981–82-ben a Tenerife szakmai munkáját irányította.

## Sikerei, díjai

### Játékosként
Real Valladolid
- Spanyol bajnokság – harmadosztály (Tercera División)
  - bajnok (2): 1945–46, 1946–47

 Salamanca
- Spanyol bajnokság – harmadosztály (Tercera División)
  - bajnok: 1947–48

 Real Santander
- Spanyol bajnokság – másodosztály (Segunda División)
  - bajnok: 1949–50

 Real Madrid
- Spanyol bajnokság (La Liga)
  - bajnok (4): 1953–54, 1954–55, 1956–57, 1957–58
- Latin kupa
  - győztes (2): 1955, 1957
- Bajnokcsapatok Európa-kupája (BEK)
  - győztes (4): 1955–56, 1956–57, 1957–58, 1958–59

## Statisztika

### Mérkőzése a spanyol válogatottban
| Spanyolország | Spanyolország      | Spanyolország                   | Spanyolország | Spanyolország | Spanyolország | Spanyolország | Spanyolország | Spanyolország |
| #             | Dátum              | Helyszín                        | Hazai         | Eredmény      | Vendég        | Kiírás        | Gólok         | Esemény       |
| ------------- | ------------------ | ------------------------------- | ------------- | ------------- | ------------- | ------------- | ------------- | ------------- |
| 1.            | 1952. december 28. | Madrid, Nuevo Estadio Chamartín | Spanyolország | 2 – 2         | NSZK          | barátságos    | -             |               |
|               | Összesen           |                                 |               | 1             | mérkőzés      |               | 0             | gól           |